# Camini
Camini est une commune italienne de la province de Reggio de Calabre, dans la région Calabre.
Le territoire de Camini est situé en Calabre dans le sud de l'Italie, entre les communes de Riace, Stilo et Stignano et est tournée vers la mer Ionienne.
Le centre historique (centro storico) abrite des monuments remarquables telles que le palais municipal, la tour de l’horloge ou encore le palais De Agostino.
De l’antique église de San Nicola di Bari, patron de Camini, il ne reste plus que des ruines.
De la via Fontana, derrière le palais municipal, on peut rejoindre une source dont l’eau est reconnue pour ses propriétés bénéfiques. C’est la vieille source Palazzo. Autour, à travers oliviers et vignes, on distingue des panoramas splendides du paysage ionien. Les plages qui bordent le territoire sont parmi les plus belles de la côte. 
À quelques minutes du village se trouve un petit ruisseau autour duquel on peut encore retrouver des vestiges d'anciens moulins à eau et fourneaux.
Certains habitants de Camini cultivent encore les terres autour du village.

## Géographie

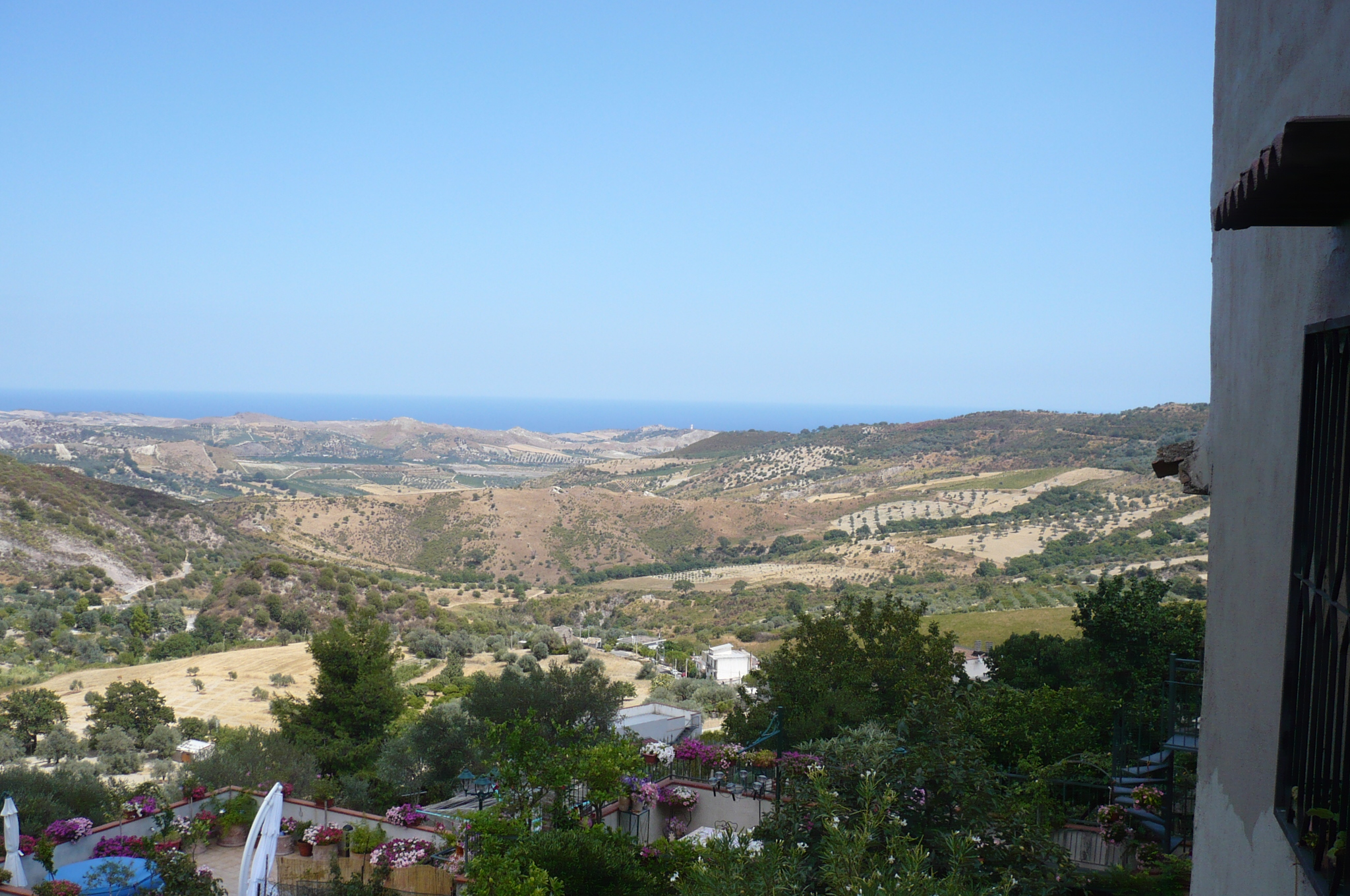
Paysage de Calabre vu de Camini.

Camini se situe en Locride, région particulière de la Province de Reggio Calabria.
Camini culmine à 350 mètres par rapport au niveau de la mer.
Les terres sont fertiles car touchées par le soleil et les avantages de l'altitude.

## Histoire
L'étymologie du nom Camini semble dériver du grec kaminion (four), certainement dû aux très nombreux moulins et fours qui se trouvaient dans cette localité. La création de cette commune remonte à la période des invasions arabes le long des côtes calabraises (1000/1100 ap. JC). Les habitants ont alors fuit ces côtes pour se réfugier vers l'intérieur des terres formant ainsi des communautés de plus en plus importantes. Parmi elles, Camini. De l'histoire de ce village, peu de traces restent pour témoigner de sa création exacte et son évolution. Ce qui est certain c'est qu'à l'identique des autres centres de la côte dite Costa dei Gelsomini, Camini refusa de devenir une commune (1799) pour ne pas adhérer aux idées de la République de Naples après l'invasion des français. En 1807, les mêmes français en firent un territoire rattaché à la Commune de Stilo. C'est en 1809 que Ferdinand II de Bourbon l'a élevé au rang de commune. Elle fut ainsi incluse dans les aménagements territoriaux prévus par Ferdinand II en 1916.
Gravement touchée par les tremblements de terre de 1783, 1905 et 1908, elle a pu par conséquent bénéficier de ces aménagements de consolidations contre les éboulements et tremblements de terre entièrement pris en charge par l'État.
Dans la région de San Leonte, des fouilles archéologiques ont donné lieu à des découvertes qui pourraient peut-être à l'avenir en dire plus sur l’histoire de Camini et de sa région.
Après la Seconde Guerre mondiale, le village a connu une forte vague d'émigration vers les pays du nord de l'Europe (notamment France et Allemagne). Depuis, les retours sont nombreux, notamment les ex-immigrés de l'Allemagne pour qui les dernières réformes économiques allemandes ont été pénibles.

### Économie
L'économie de la région est basée sur l'agriculture et, de plus en plus, sur le tourisme.
La région développe et met en œuvre des moyens importants pour attirer et protéger le tourisme.
Avec environ 20 % de chômeurs, la Calabre est la région la moins occupée d'Italie. Pourtant rien ne laisse deviner cela.

### Mode de vie

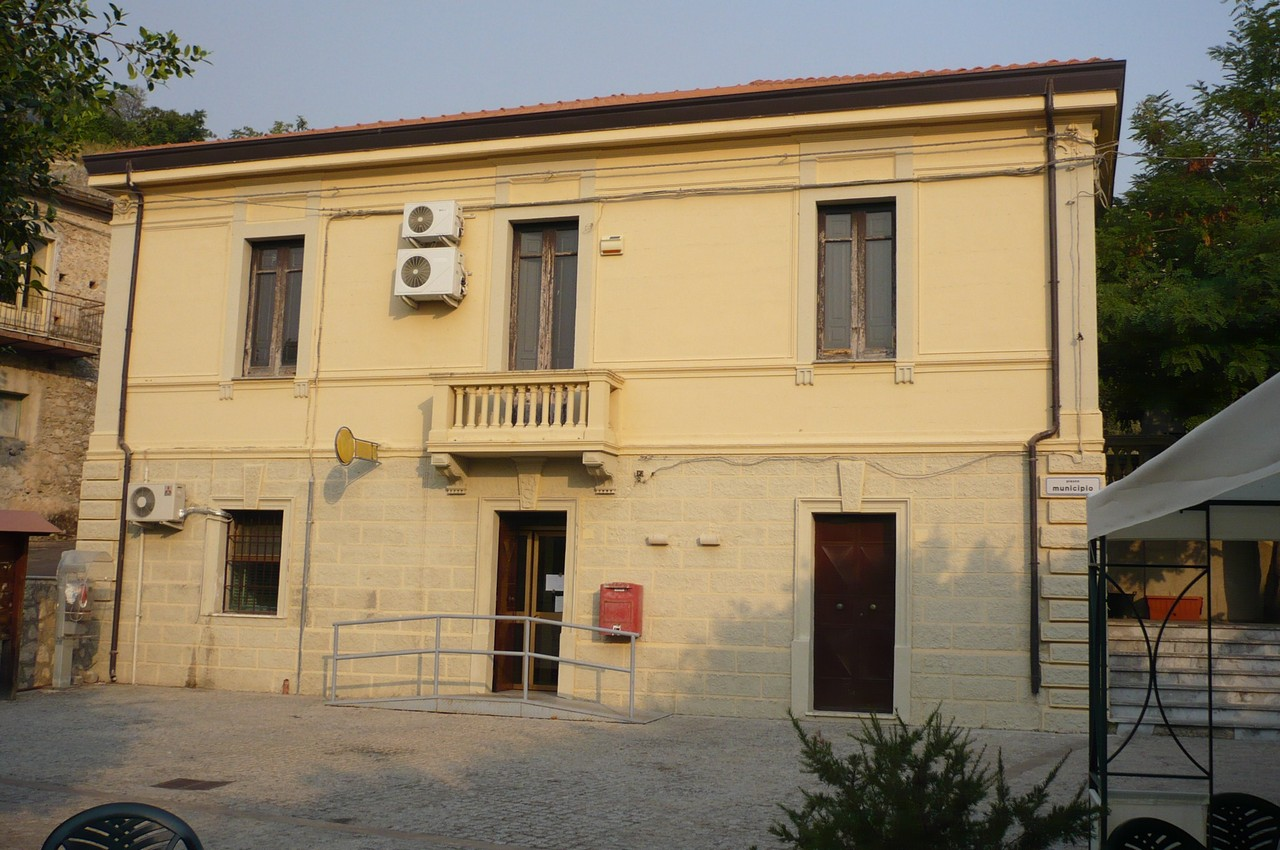
Palais municipal.

La gestion du village, comme pour le reste de la Calabre, est donnée au maire. Cela est vrai pour l'eau, les permis d'exploiter, de construire, la gestion des déchets, les aides accordées par la région à la suite des catastrophes naturelles (tel que l'incendie du 4 juillet 1998 qui endommagea un grand nombre de maisons)...
Ce pouvoir induit des erreurs de gestion "volontaires". Ainsi, un grand nombre de routes et infrastructures sont construites inutilement et permet de faire travailler une population intéressée par de l'argent que la région envoie et qu'elle a du mal à mettre sous contrôle. 
Malheureusement, une partie de la population souffre de cette mauvaise gestion : des voies d'accès et des routes restent impraticables, des maisons en ruines dangereuses, l'argent des  dédommagements disparaît (Cf. photos en exemple)
Les exemples de ces mauvaises pratiques sont légion et donnent encore une réputation terne à l’image de cette région connue aussi pour sa loi du silence.

## Incendies

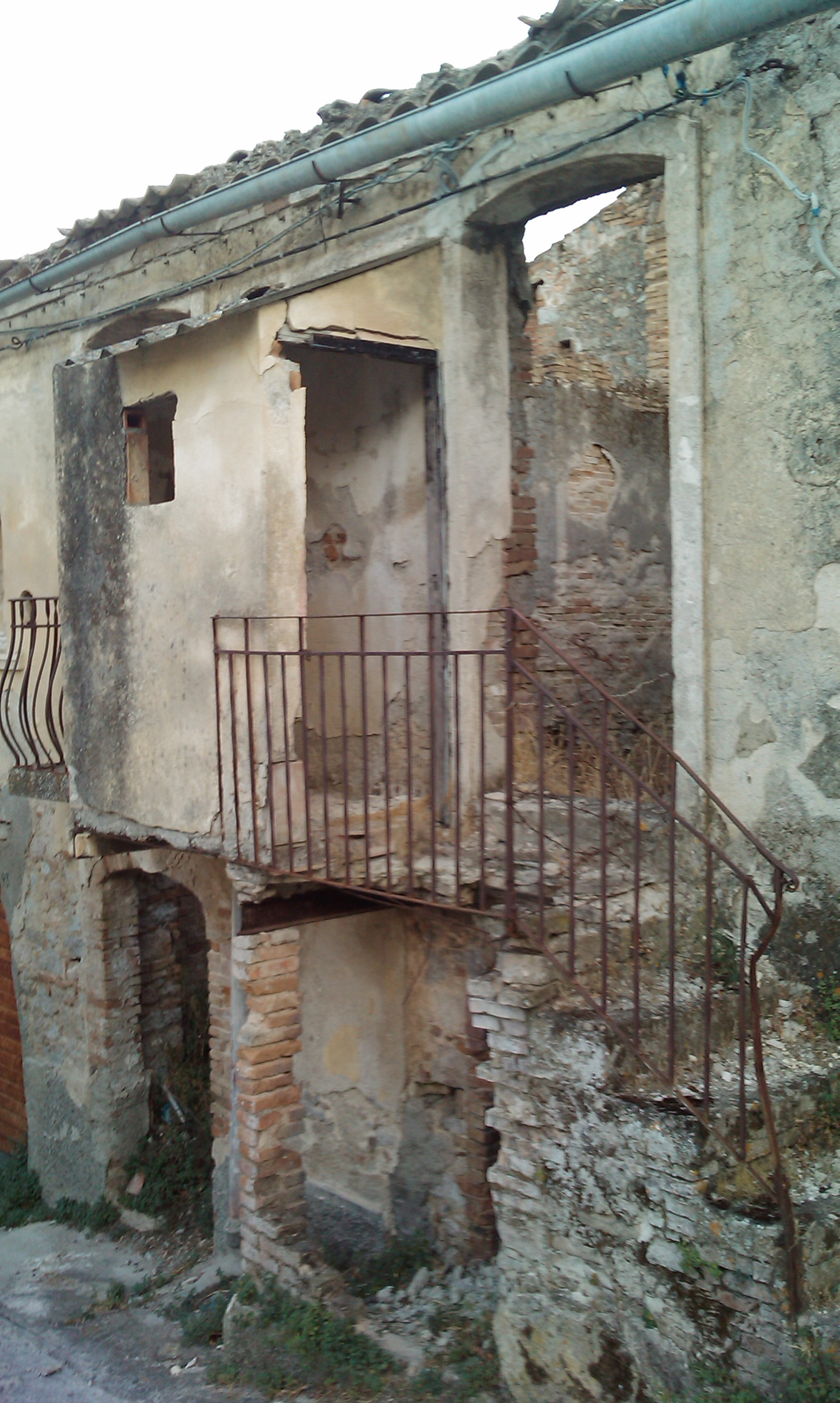
Maisons brûlées dans Camini.

La région Calabre est certainement la région la plus touchée par les incendies en Europe. Il est plutôt difficile d'éviter les feux de forêt lorsqu'on y séjourne en été. Ces feux ont eu pour objet d'appauvrir les terres afin de les racheter à des coûts modiques. Malgré une récente loi qui interdit la vente des terres brûlées durant 10 ans à partir de l'incendie, les feux ne cessent de prendre de l'importance.
Heureusement la région met en œuvre un dispositif très important pour la protection civile. Des hélicoptères tournent sans cesse à la recherche de foyers et alertent aussitôt les Canadairs qui interviennent en grand nombre.

## Architecture de construction
L'architecture de construction est assez typique de la Méditerranée. 
Les murs (voir photos) sont composés d'un mélange de pierres et de briques. L'épaisseur est souvent supérieur à 1 mètre à la base et diminue sensiblement avec la hauteur.
Cette technique est connue sous le nom de construction en mur mixte. Les maçons la nomment "construction pauvre" car ces types d'édifices se dotent de tous les matériaux à disposition pour s'ériger.
Malgré leur apparence, ces constructions sont extrêmement solides et on constate que le temps, les tremblements de terre et les nombreux incendies laissent les maisons toujours debout.

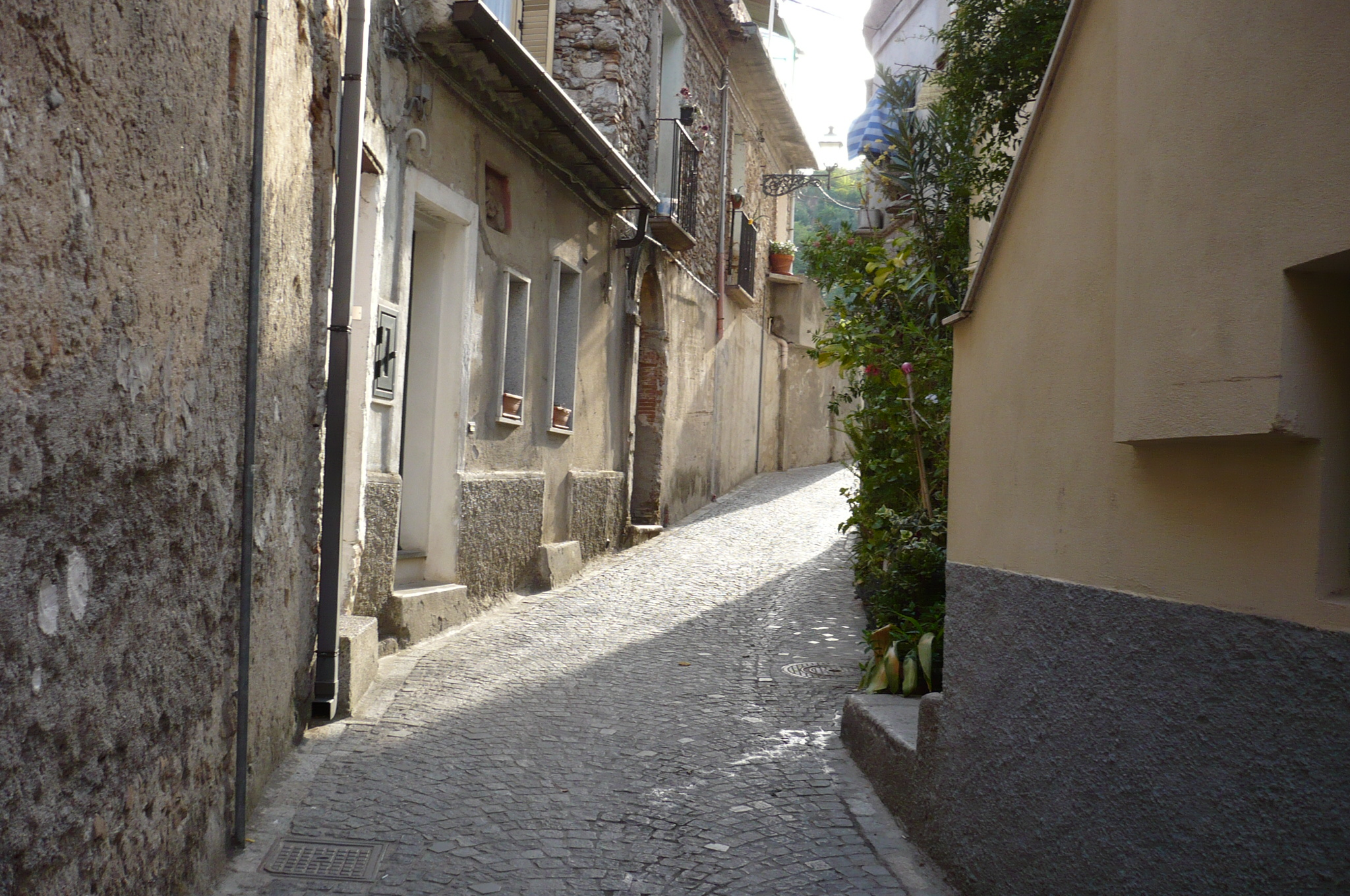
Vue de l'architecture des constructions de Camini.
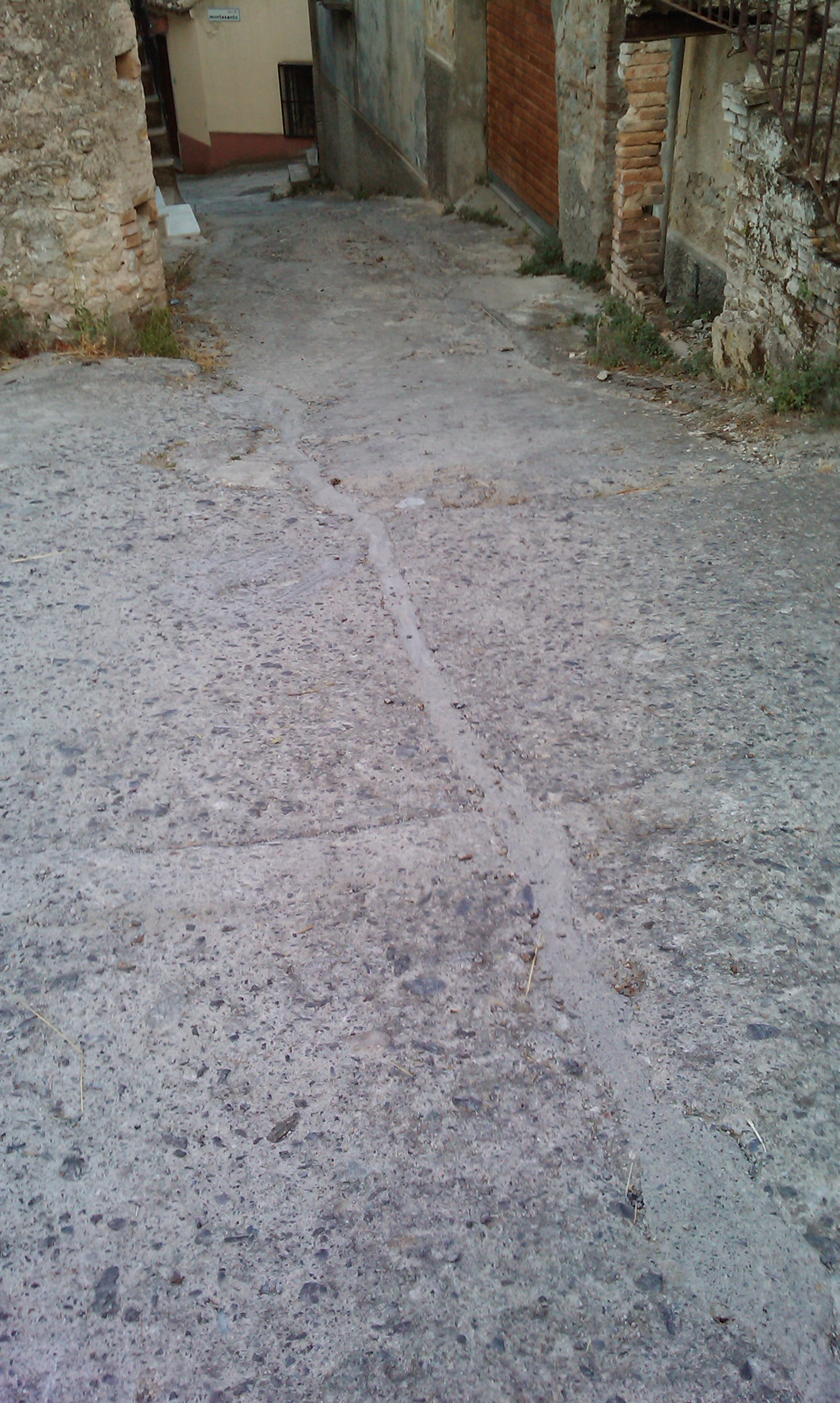
Routes à l'abandon dans Camini.
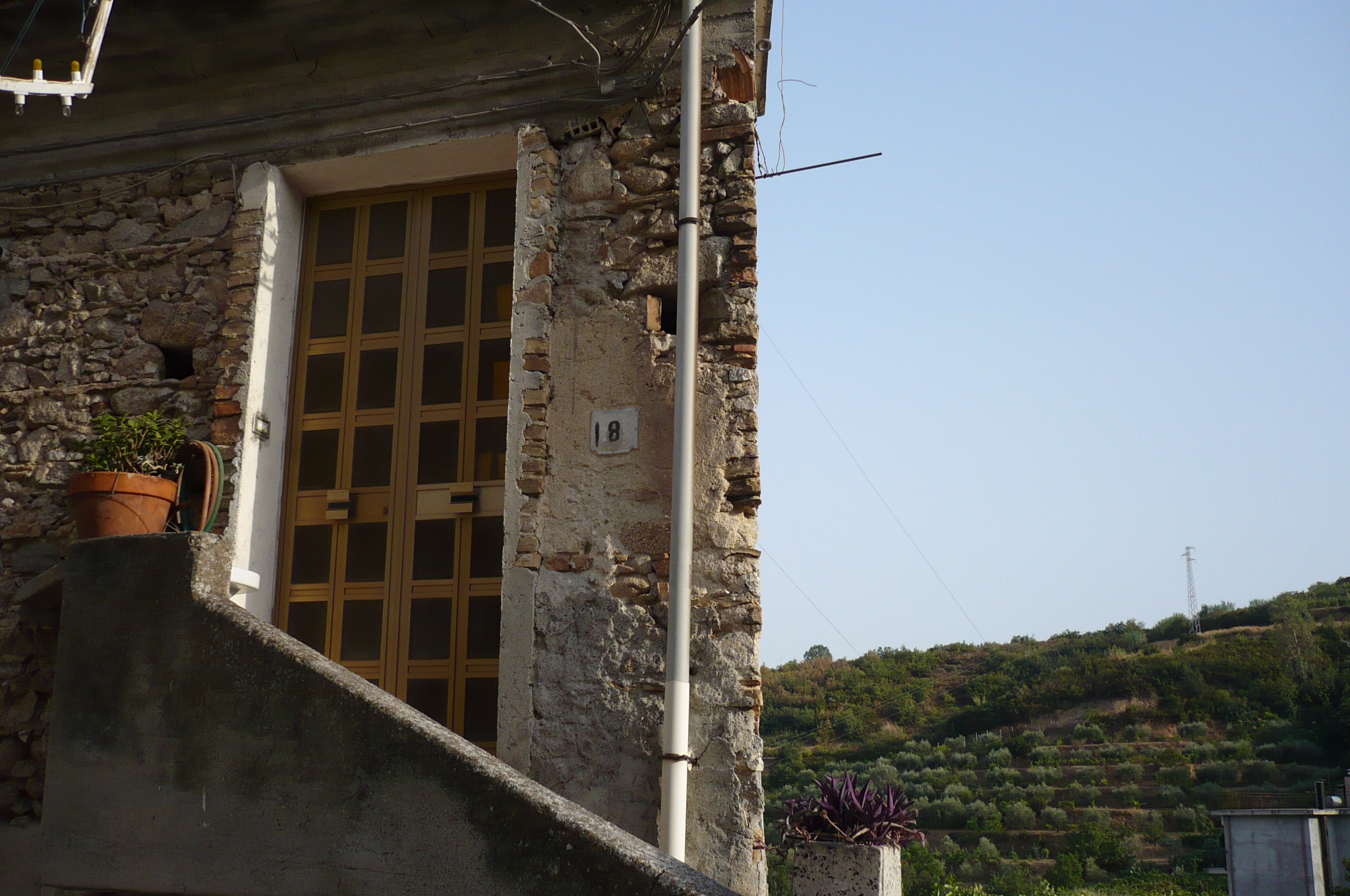
Camini, Architecture de construction.
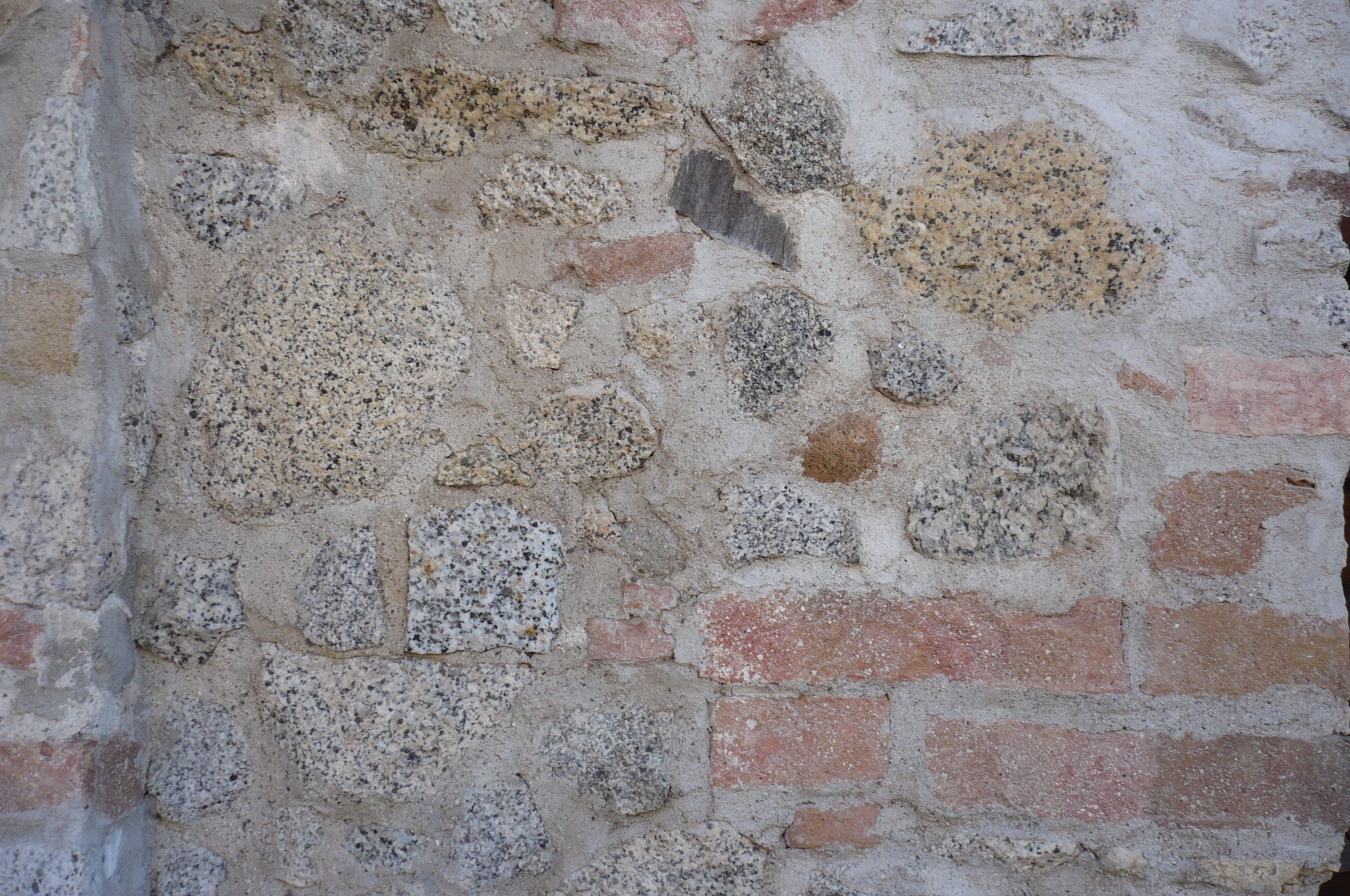
Camini, mur mixte, détail.

## Culture
Olives, vignes, fruits et légumes variés.

### Événement commémoratif

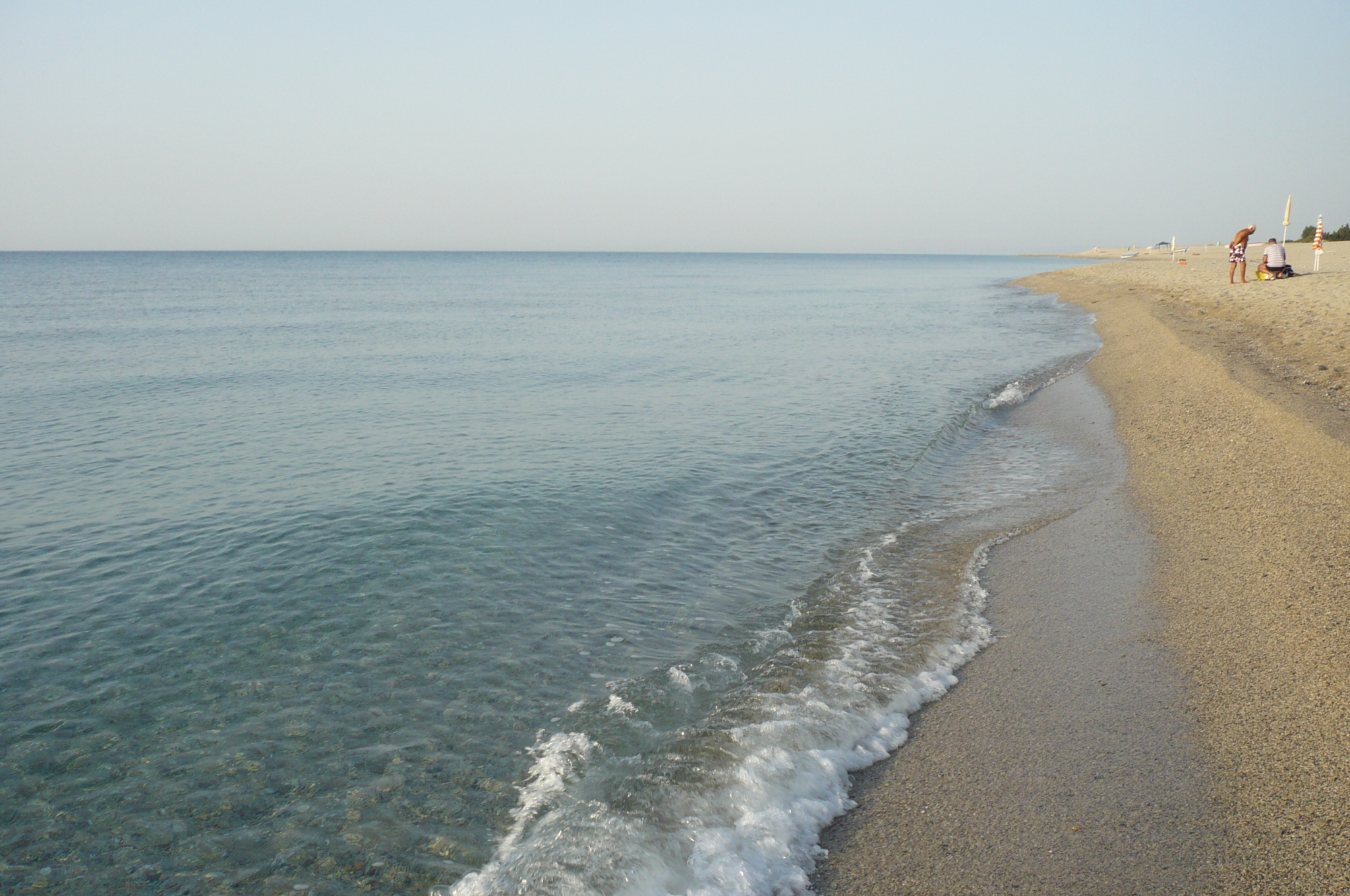
Plage de Camini.

- La fête de San Nicola se déroule le premier dimanche du mois d'août.

San Nicola est le Saint patron de Camini. 
Une procession et des feux d'artifice sont dispensés à cette occasion.
- La fête du Corpus Domini au mois de juin.
- La fête de Sant'Antonio à Ellera au mois de juin.
- La fête de San Gaetano à Ellera au mois de juin.
- La mostra mercato au mois de décembre.
- La Sagra delle Zipulle au mois de décembre.

## Administration
| Période                                  | Période | Identité | Étiquette | Qualité |
| ---------------------------------------- | ------- | -------- | --------- | ------- |
|                                          |         |          |           |         |
| Les données manquantes sont à compléter. |         |          |           |         |

### Hameaux
Torre Ellera, Marina di Camini.

### Communes limitrophes
Riace, Stignano, Stilo.

## Galerie de photos

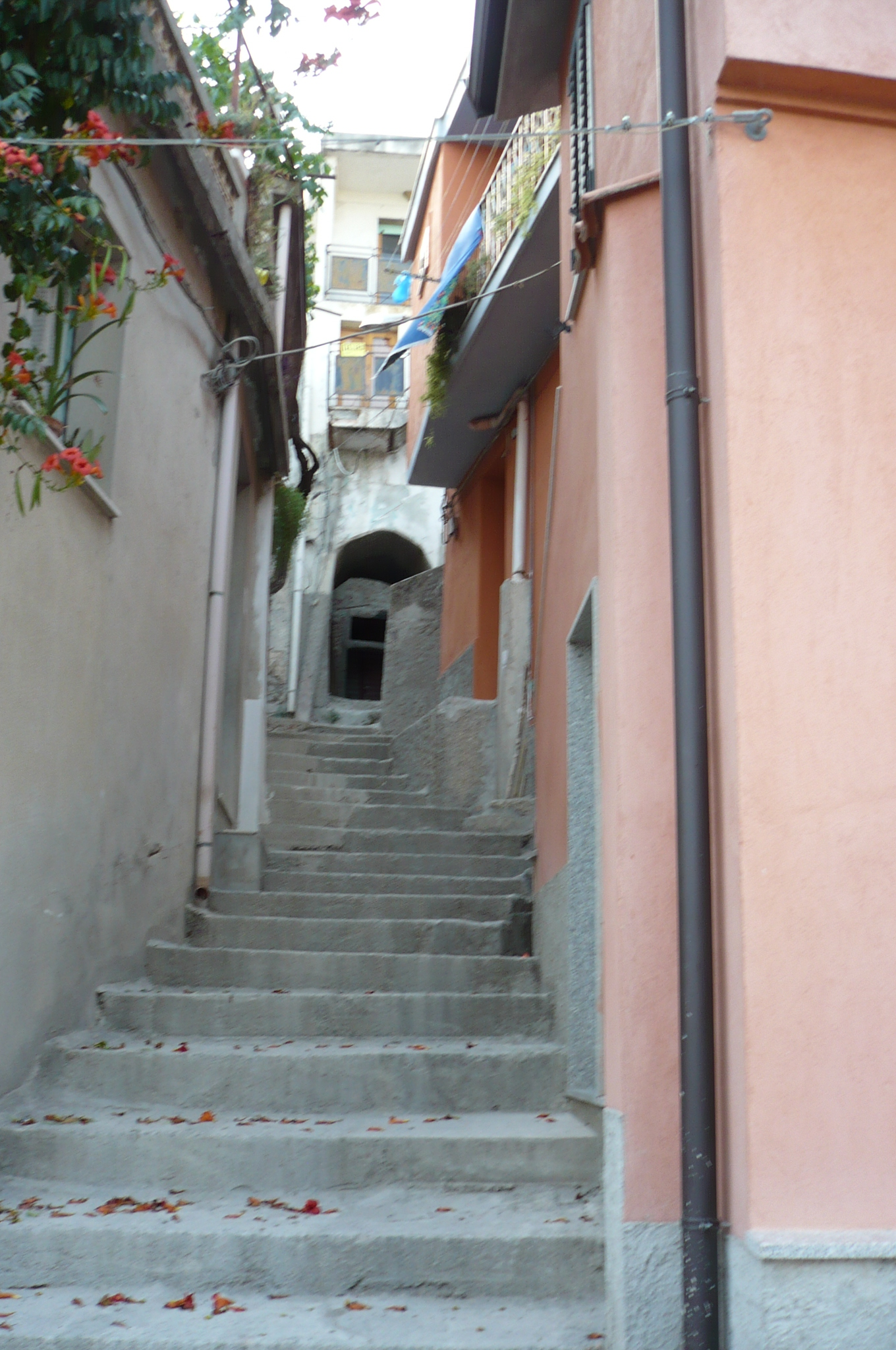
Rue typique de Camini.
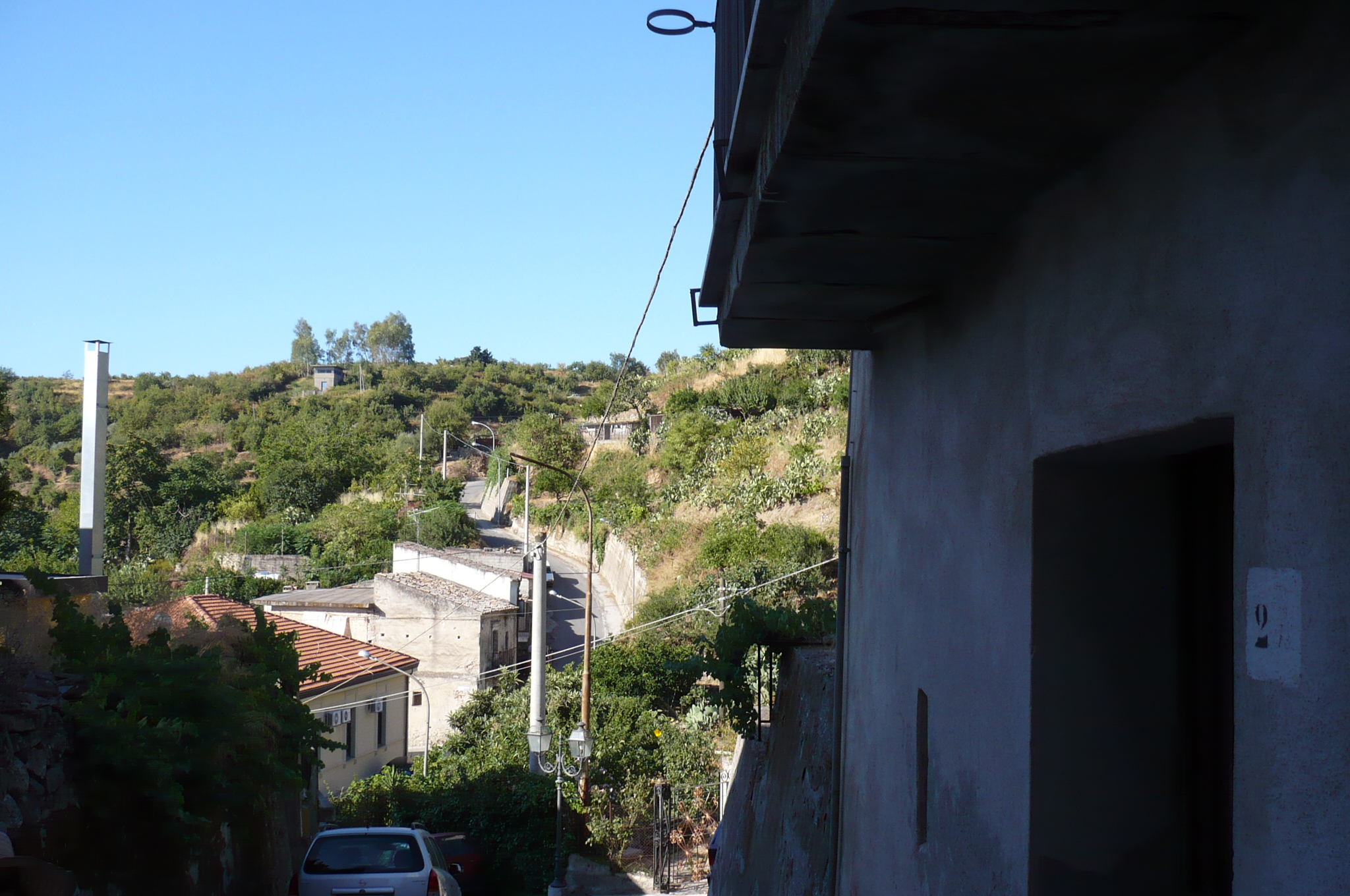
Vers la source Palazzo dite Fontana da suso.
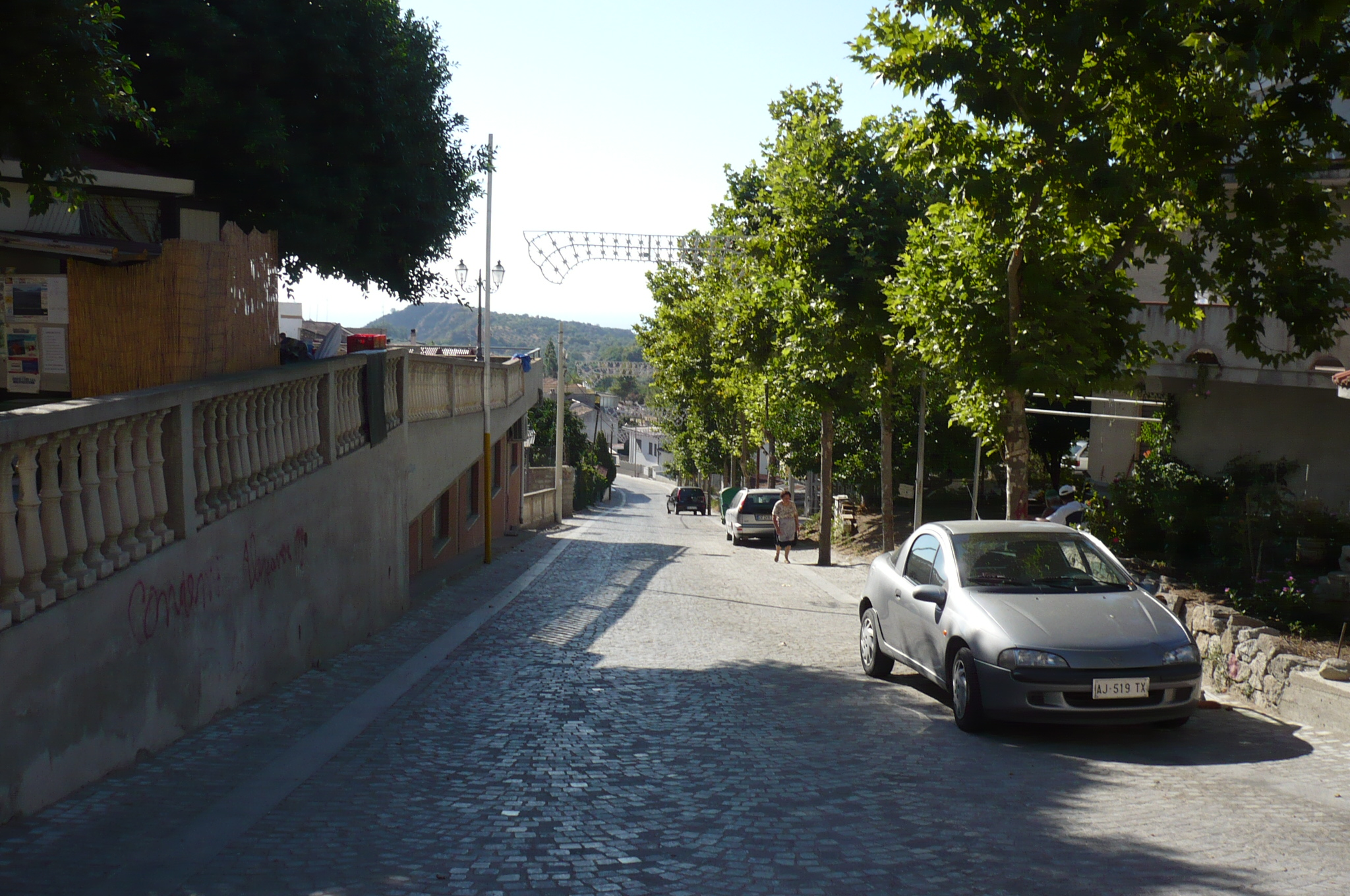
Rue neuve, Camini.
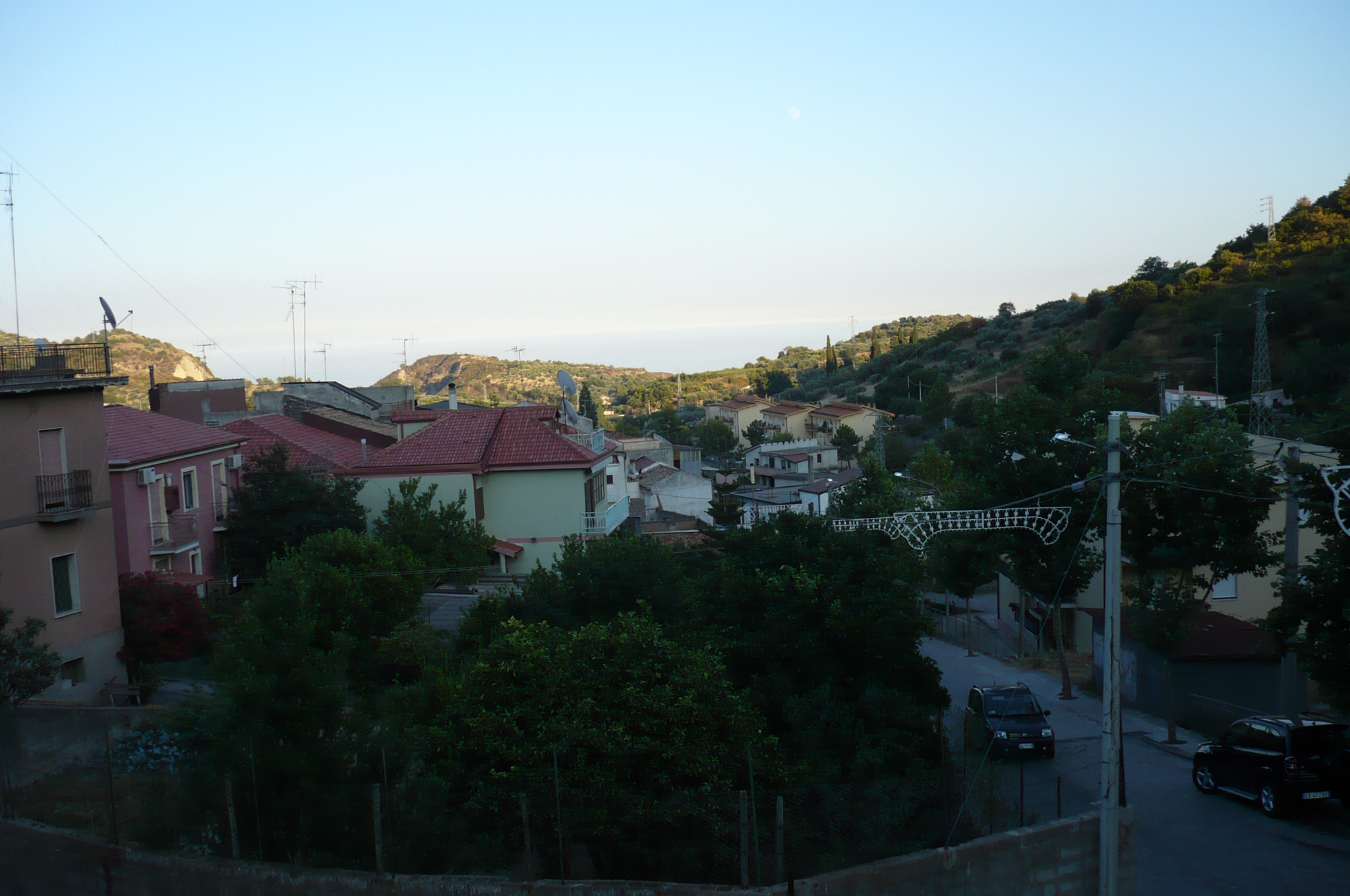
Vue sur la mer Ionienne, Camini.
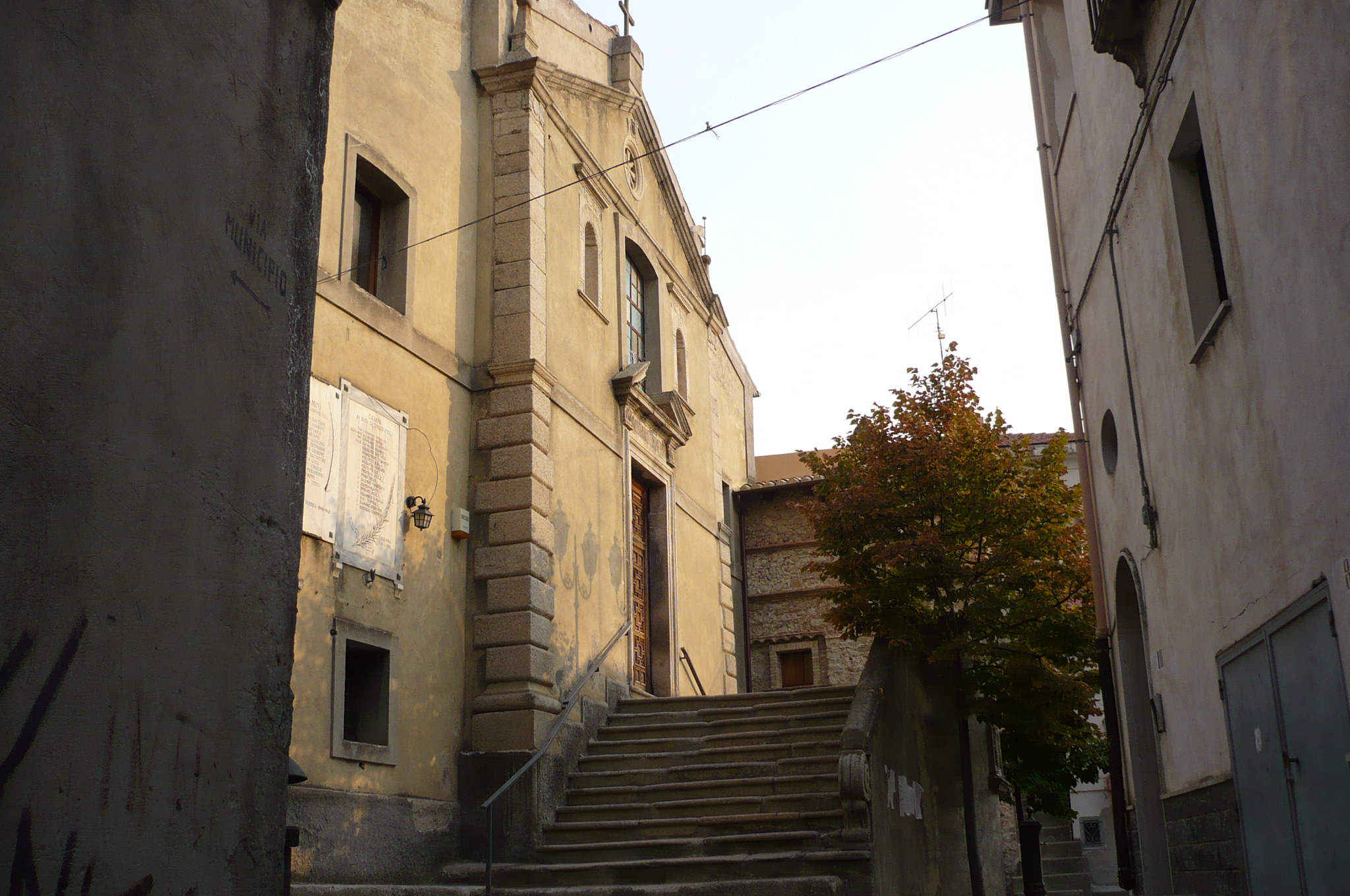
Église San Nicola, Camini.
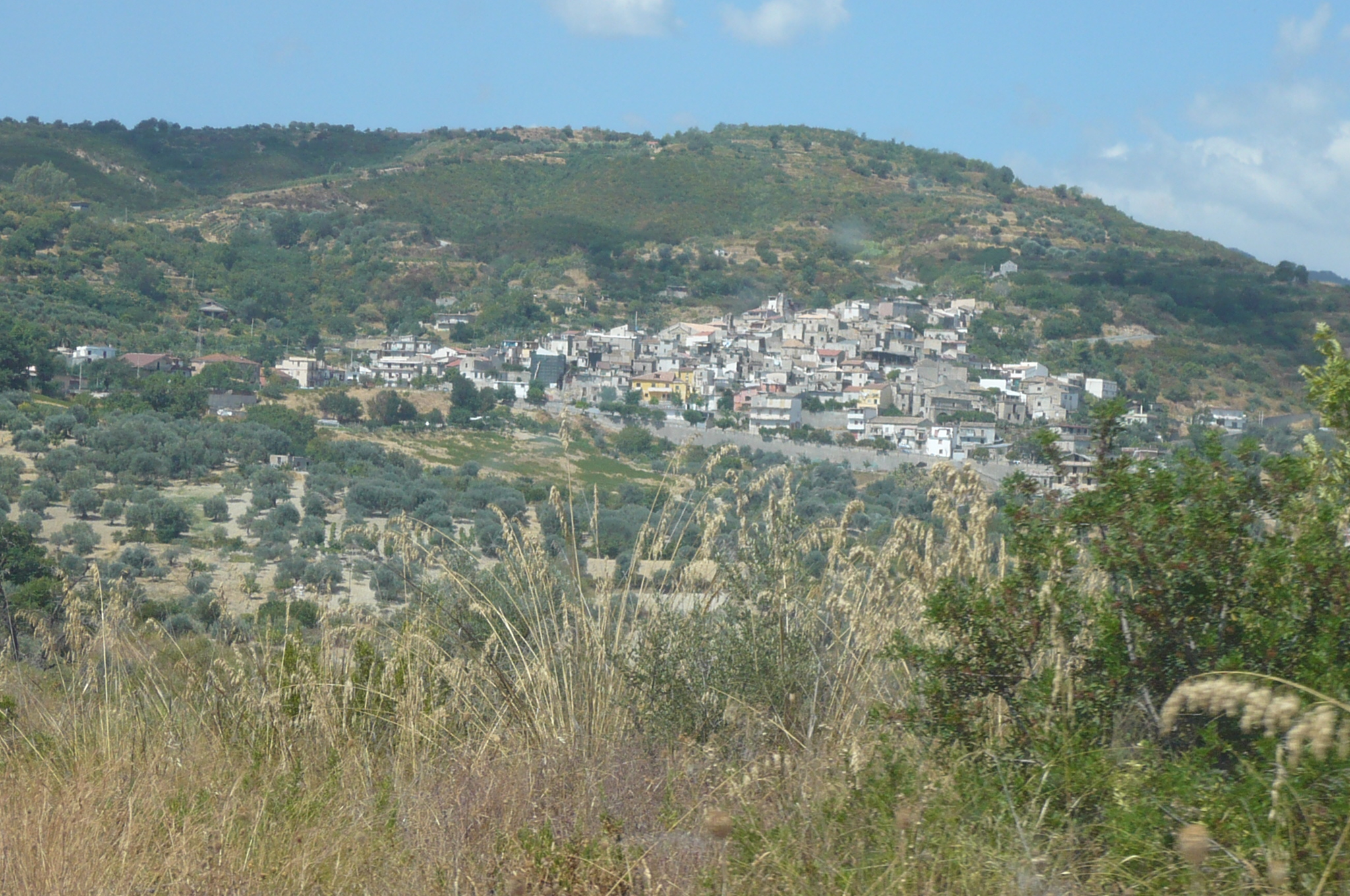
Vue de Camini (RC).
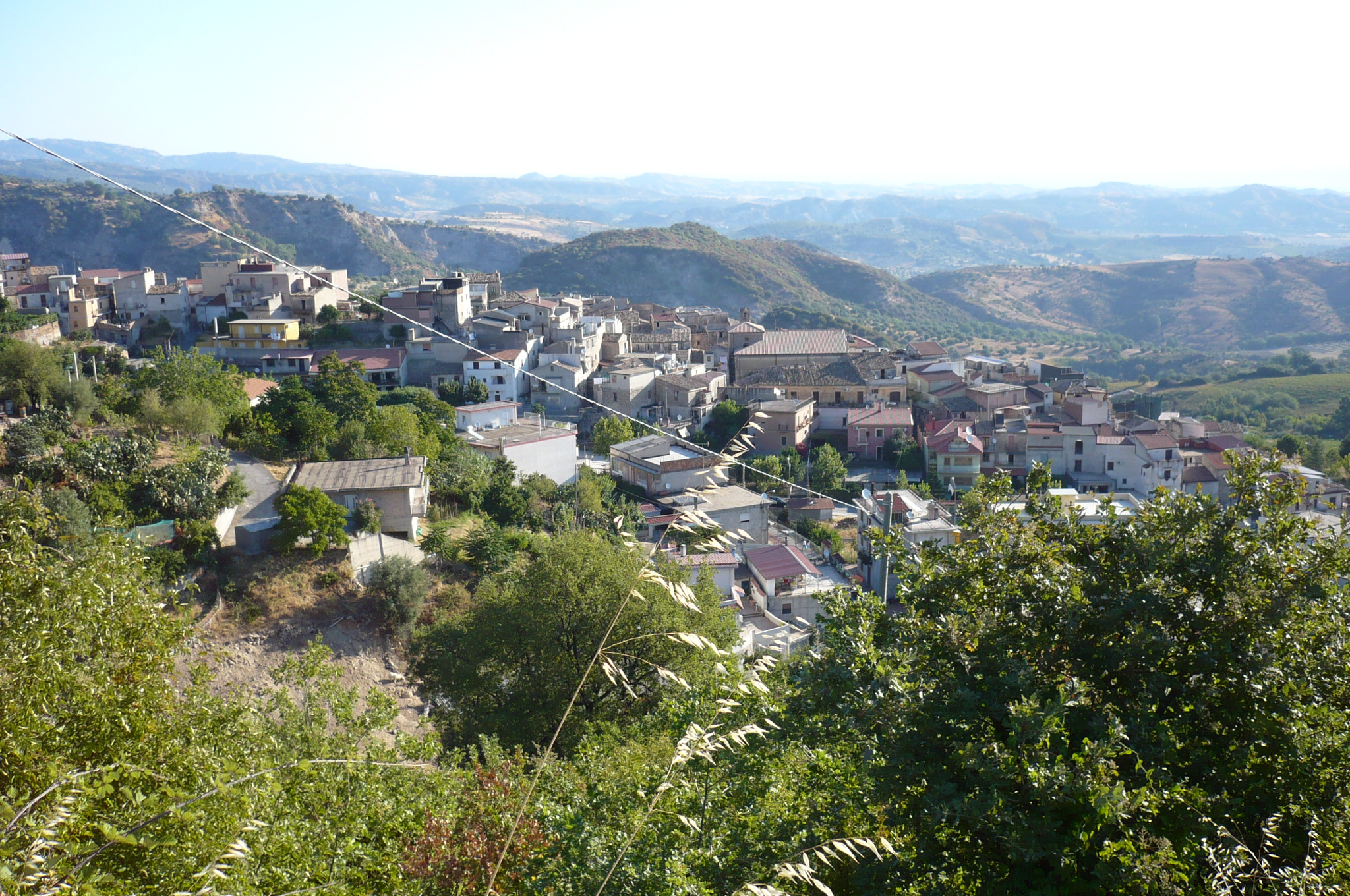
Vue de Camini de plus haut.